# Friedrich Kurrent

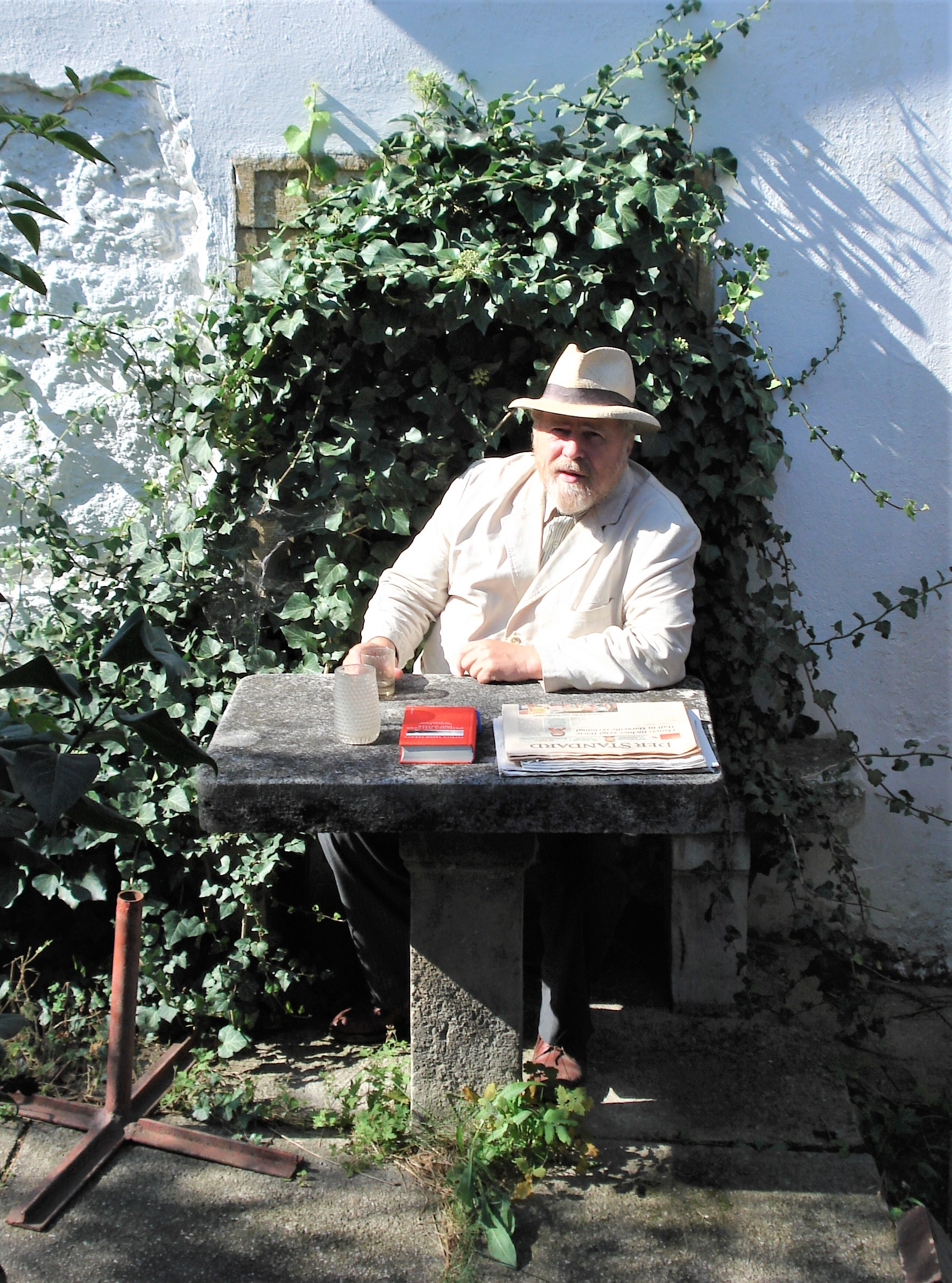
Friedrich Kurrent auf dem nach ihm benannten Platz

Friedrich Kurrent (* 10. September 1931 in Hintersee; † 10. Jänner 2022) war ein österreichischer Architekt und Autor. Er war Professor an der Technischen Universität München und Mitglied der Bayerischen Akademie der Schönen Künste.

## Leben und Wirken
Friedrich Kurrent besuchte die Gewerbeschule Salzburg und studierte an der Akademie der bildenden Künste Wien (ABK) bei Clemens Holzmeister Architektur. Gemeinsam mit Wilhelm Holzbauer, Otto Leitner und Johannes Spalt gründete er 1950 die arbeitsgruppe 4. Der Gruppe wird große Bedeutung bei der Neuorientierung der österreichischen Architektur der Nachkriegszeit beigemessen. Kurrent setzte sich vor allem gegen den Abriss historisch interessanter Bauten zur Wehr. Sein Herzensprojekt, die Errichtung einer Synagoge am Wiener Schmerlingplatz, blieb ihm dagegen verwehrt.
Parallel zu seiner schaffenden Tätigkeit etablierte sich Kurrent als Lehrer, als der er großen Einfluss auf die nachkommenden Architektengenerationen auch in Deutschland hatte. Von 1968 bis 1971 war er Assistent bei Ernst A. Plischke an der ABK. 1973 wurde er als Nachfolger von Johannes Ludwig Ordinarius des Lehrstuhls für Entwerfen und Raumgestaltung an der Technischen Universität München. Zusätzlich lehrte Kurrent ab 1976 als Nachfolger von Josef Wiedemann das Fach Sakralbau an der Technischen Universität München. Von 1981 bis 1983 war er Dekan der dortigen Fakultät für Architektur. Im Jahr 1996 emeritierte Kurrent.
Kurrent war innerhalb des Architektenkollektivs ARGE Architekten Altes AKH federführend bei der Umgestaltung des Alten AKH in Wien zum Uni-Campus. Neben der Lehre und seinem eigenen architektonischen Schaffen engagierte er sich für die Förderung von Architektur und Baukultur in der Öffentlichkeit und war 1965 als streitbarer Geist Gründungsmitglied der Österreichischen Gesellschaft für Architektur. Er arbeitete auch für die Wittmann Möbelwerkstätten.
1958 lernte er seine spätere Frau, die Bildhauerin und Keramikerin Maria Biljan-Bilger kennen. Mit der Maria Biljan-Bilger Ausstellungshalle in seinem damaligen Wohnort Sommerein am Leithagebirge gestaltete er für sie eine 2004 fertiggestellte Bewahrungs- und Pflegestätte ihres umfangreichen Werkes.

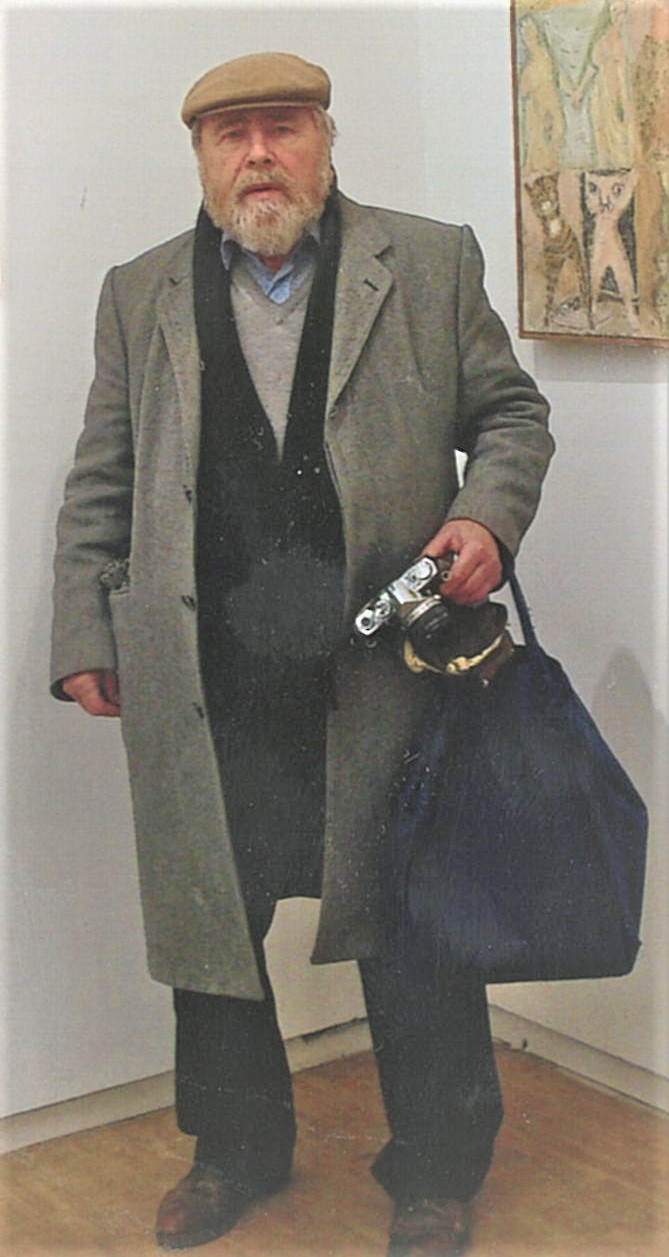
Friedrich Kurrent
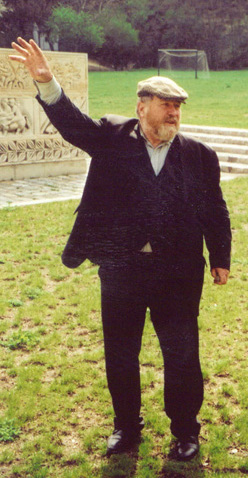
Friedrich Kurrent

## Zitate
„Kurrent und die a4 haben nicht nur die moderne Architektur nach Österreich gebracht, sondern gleichzeitig den Modernismus überwunden.“

„Ich bin nicht nur Kurrent, sondern auch mein eigener Konkurrent. Ein verhinderter Architekt. Denn: Viel ist es nicht, was ich bauen konnte. Nur einige Häuser, Kirchen und dergleichen.“

„Friedrich Kurrent ist ein Moralist von der unbestechlichen, aber auch anstrengenden und unbequemen Art, dem man nicht leicht verzeihen kann, dass er meist recht hat.“

## Bauten und Projekte (Auswahl)
- 1953–1956: Parscher Pfarrkirche Zum Kostbaren Blut in Salzburg; gemeinsam mit der Arbeitsgruppe 4[3]
- 1958: Seelsorgezentrum in Steyr-Ennsleiten[3]
- 1961: Pfarrkirche Steyr-Ennsleite; gemeinsam mit Arbeitsgruppe 4 und Johann Georg Gsteu
- 1961–1964: Kolleg St. Josef Salzburg-Aigen; gemeinsam mit Arbeitsgruppe 4
- 1974: Zentralsparkasse Floridsdorf in Wien (Umbau und Erweiterung); gemeinsam mit Johannes Spalt
- 1987: Wohnhaus Nobilegasse in Wien
- 1987–1989: Kino Liliom in Augsburg
- 1991: Bergkapelle in Ramingstein[3]
- 1995: Wohnturm in Krems an der Donau
- 1996/1997: Evangelische Segenskirche in Aschheim[3] (1998: Sonderpreis – Holzbaupreis Bayern)
- 1997/1998: Neue Pfarrkirche Kirchham hl. Laurentius in Oberösterreich[3]
- 2004: Maria Biljan-Bilger Ausstellungshalle Sommerein und Privathaus in Sommerein

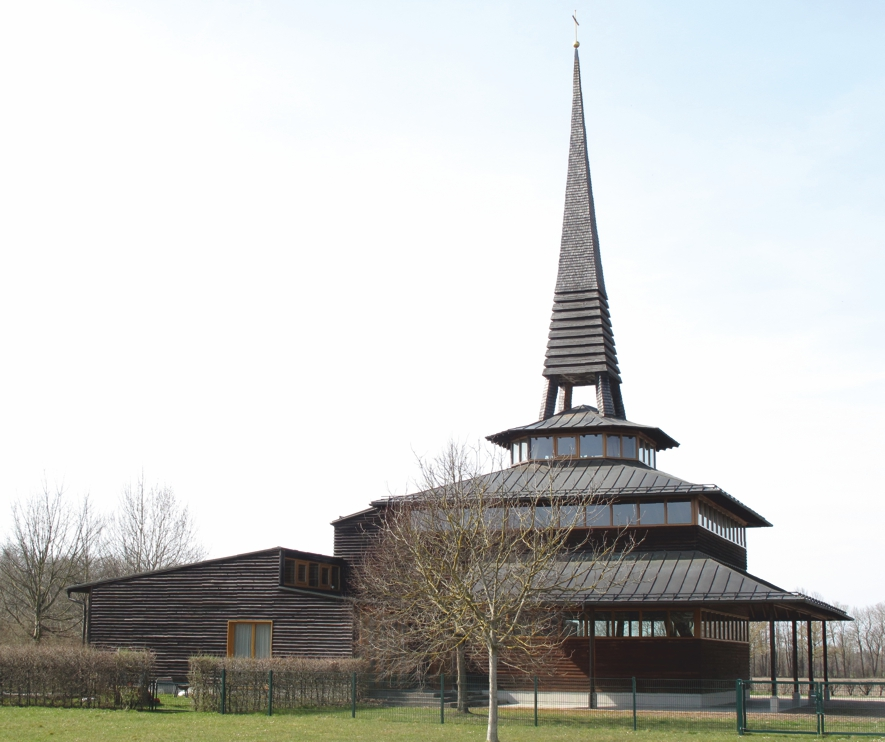
Evangelische Segenskirche in Aschheim
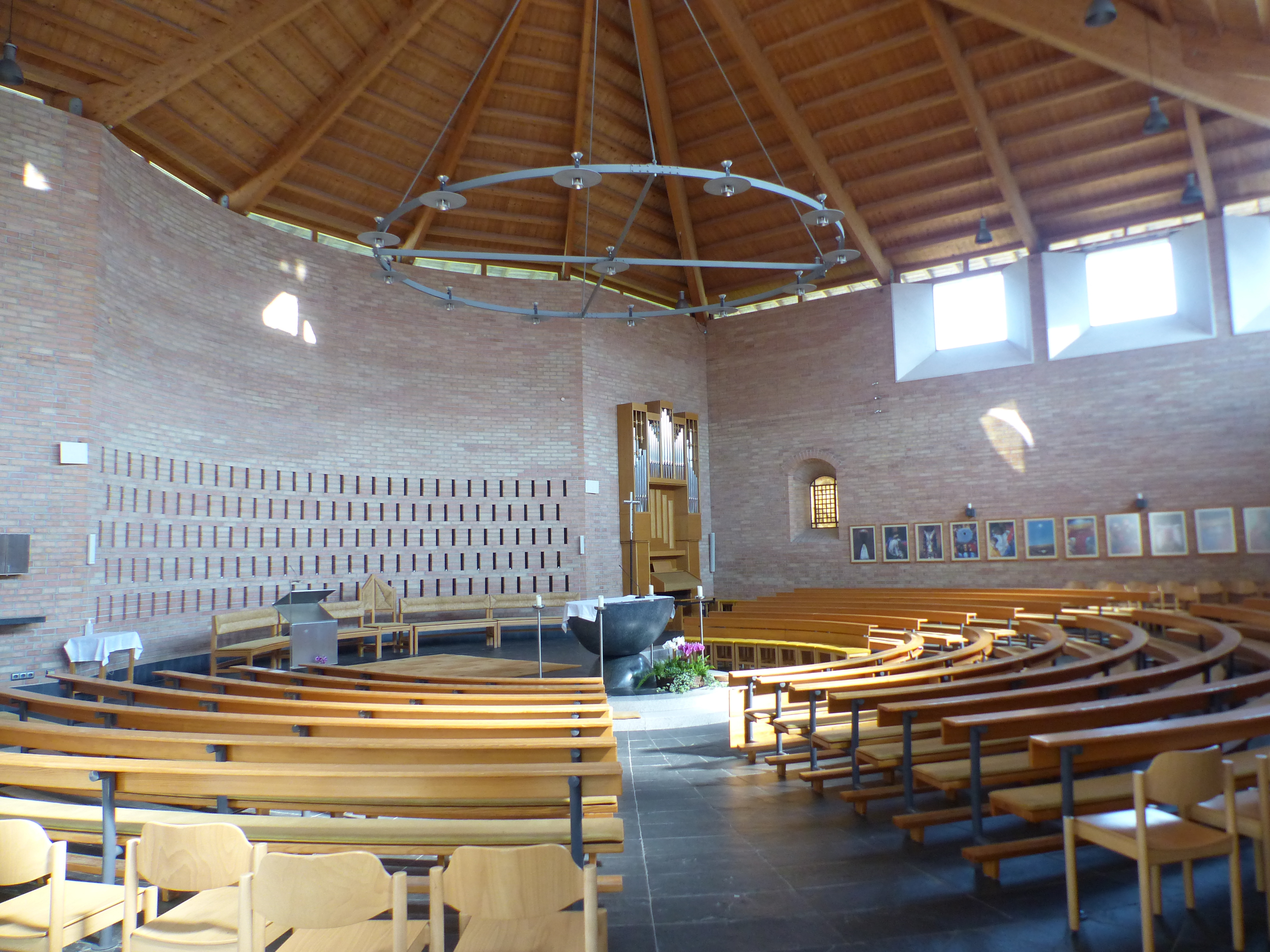
Neue Pfarrkirche Kirchham

## Andere Werke
- Zeichnungen,
 dazu äußerte sich Kurrent selbst: „Ich zeichne, was man nicht fotografieren kann“; Kurrent wandelte auf seinen Reisen durch Europa, Vorderasien und Nordafrika auf den Spuren zahlloser Reisekünstler.[3]

- Ausstellungen

Kurrent gestaltete selbst auch Ausstellungen, darunter:
- - 1978: Neues Bauen in alter Umgebung, gemeinsam mit der Neuen Sammlung München
  - Adolf Loos in München, in der Albertina in Wien und Sevilla
  - Joseph Plecnik, Lois Welzenbacher und Hans Döllgast in München

## Publikationen (Auswahl)
- Clemens Holzmeister. In: Baumeister. 3/1986. S. 60–62.
- Johannes Ludwig. Bauten, Projekte, Möbel. Ausstellungskatalog TU München, München 1984, Friedrich Kurrent (Hrsg.).
- Joseph Urban: Vom Baumeister zum Bühnenausstatter. In: Bauwelt: Architekturtourismus. 48/1987, S. 1831–1832.
- mit J. Stabenow, G. Fahr-Becker: Jože Plečnik. Architekt 1872–1957. Callwey, München 1987. Katalog zur Ausstellung Villa Stuck München und Wien Kultur.
- mit A. S. Levetus, Alice Strobl, B. Zuckerkandl: Das Palais Stoclet in Brüssel von Josef Hofmann, mit dem berühmten Fries von Gustav Klimt. Welz, Salzburg 1991, ISBN 3-85349-162-6.
- mit Sepp Horn, Michael Weidlein: Adolf Loos 1870–1933, 40 Wohnhäuser. Adolf Loos 1870–1933, 40 Houses. Pustet, Salzburg 1998.
- mit Scarlet Munding: Friedrich Kurrent – Einige Häuser, Kirchen und dergleichen. Pustet, Salzburg 2001, ISBN 3-7025-0437-0.
- Ernst Anton Plischke, Architekt und Lehrer. Pustet, Salzburg 2003.
- mit Gabriele Kaiser: Friedrich Kurrent – Texte zur Architektur. Pustet, Salzburg 2006, ISBN 3-7025-0537-7.
- mit Gabriele Kaiser: Friedrich Kurrent – Aufrufe, Zurufe, Nachrufe. müry salzmann, Salzburg 2010.[3]
- Friedrich Kurrent: Drei Deka Germ. (Hrsg. v. Erich Klein, Anton Kurz, Ortrun Veichtlbauer) Edition Thurnhof, Horn 2020.
- Einige Projekte, Architekturtexte und dergleichen[3]
- kommentierte Werkgeschichte der arbeitsgruppe 4[3]
- 2020: Drei Deka Germ, illustriert von Friedrich Kurrent[3]

## Schenkung an das Kupferstichkabinett der Akademie der bildenden Künste 2011
Friedrich Kurrent: 55 Reiseskizzenbücher aus 55 Jahren 1956–2011.

## Ehrungen und Auszeichnungen
- 1979: Preis der Stadt Wien für Architektur[3]
- 1997: Österreichisches Ehrenkreuz für Wissenschaft und Kunst I. Klasse[3]
- 1998: Sonderpreis für „Beispielhaftes Bauen mit Brettschichtholz“ im Rahmen des Holzbaupreises 1998 des Bayerischen Landwirtschaftsministeriums (für die Segenskirche in Aschheim).[6]
- 2001: Goldenes Ehrenzeichen für Verdienste um das Land Wien
- 2017: Großes Ehrenzeichen für Verdienste um die Republik Österreich, Laudatio von Erich Klein.[7][8]

## Ehemalige Assistenten
- 1989–1996: Franz Wimmer